# Juanita (film 2019)
Juanita è un film drammatico del 2019 diretto da Clark Johnson e con protagonista Alfre Woodard. Nel cast figurano anche Blair Underwood, Adam Beach, Marcus Henderson e LaTanya Richardson Jackson.

## Trama
La 60enne Juanita, stufa della sua vita, lascia alle spalle i suoi figli, ormai adulti e autonomi, e il suo lavoro in una casa di cura, e dalla sua noiosa città Columbus (Ohio) prende un autobus Greyhound Lines diretto a Butte, nel Montana, con l'intenzione di reinventarsi, e incontra un interessante gruppo di persone in un ristorante di alta cucina francese.

## Produzione
Il film è l'adattamento cinematografico dell'omonimo romanzo di Sheila Williams.
I produttori esecutivi del film sono stati Stephanie Allain, Mel Jones e Jason Michael Berman.

### Cast
Nell'aprile del 2017, è stato annunciato che l'attrice protagonista Alfre Woodard, Adam Beach, Blair Underwood, LaTanya Richardson Jackson, Marcus Henderson, Ashlie Atkinson, Tsulan Cooper e Kat Smith si erano uniti al cast principale del film, con Clark Johnson alla regia e Roderick M. Spencer come sceneggiatore.

### Riprese
Le riprese del film, iniziate ad aprile 2017, si sono svolte in Virginia centrale.

## Promozione
Il trailer ufficiale è stato pubblicato il 10 febbraio 2019.

## Distribuzione
Nell'aprile 2017 Netflix ha acquistato i diritti di distribuzione del film. La pellicola è stata distribuita in streaming, in tutto il mondo, da Netflix il 8 marzo 2019.